# Дания на летних Олимпийских играх 2000
Дания принимала участие в Летних Олимпийских играх 2000 года в Сиднее (Австралия) в двадцать третий раз за свою историю, и завоевала четыре золотые, одну серебряную и одну бронзовую медали. Сборную страны представляли 119 участников, из которых 65 женщины.

## 01!Золото
- Парусный спорт, мужчины — Henrik Blakskjær, Thomas Jacobsen и Йеспер Банк.
- Гандбол, женщины.

## 02!Серебро
- Стрельба, мужчины — Torben Grimmel.
- Бадминтон, женщины — Камилла Мартин.
- Лёгкая атлетика, мужчины, 800 метров — Уилсон Кипкетер.

## 03!Бронза
- Гребля, мужчины — Thomas Ebert, Søren Madsen, Eskild Ebbesen и Victor Feddersen.

## Результаты соревнований

### Академическая гребля
В следующий раунд из каждого заезда проходили несколько лучших экипажей (в зависимости от дисциплины). В финал A выходили 6 сильнейших экипажей, остальные разыгрывали места в утешительных финалах B-D.
Мужчины
| Соревнование  | Спортсмены                    | Предварительный заезд | Предварительный заезд | Предварительный заезд | Отборочный заезд | Отборочный заезд | Отборочный заезд | Полуфинал | Полуфинал | Полуфинал | Финал   | Финал   | Итоговое место |
| Соревнование  | Спортсмены                    | Заезд                 | Время                 | Место                 | Заезд            | Время            | Место            | Заезд     | Время     | Место     | Время   | Место   | Итоговое место |
| ------------- | ----------------------------- | --------------------- | --------------------- | --------------------- | ---------------- | ---------------- | ---------------- | --------- | --------- | --------- | ------- | ------- | -------------- |
| двойки парные | Бертиль Самуэльсон Бо Калисан | 2                     | 6:58,88               | 5                     | 2                | 6:30,87          | 2 Q              | 1         | 6:40,11   | 6 QB      | Финал B | Финал B | 10             |
| двойки парные | Бертиль Самуэльсон Бо Калисан | 2                     | 6:58,88               | 5                     | 2                | 6:30,87          | 2 Q              | 1         | 6:40,11   | 6 QB      | 6:23,20 | 4       | 10             |

### Плавание
В следующий раунд на каждой дистанции проходили лучшие спортсмены по времени, независимо от места занятого в своём заплыве.
Мужчины
| Спортсмен                                                  | Соревнование          | Предварительные заплывы | Предварительные заплывы | Полуфиналы | Полуфиналы | Финал     | Финал     |
| Спортсмен                                                  | Соревнование          | Результат               | Место                   | Результат  | Место      | Результат | Место     |
| ---------------------------------------------------------- | --------------------- | ----------------------- | ----------------------- | ---------- | ---------- | --------- | --------- |
| Якоб Картенсен                                             | 200 м вольный стиль   | 1:50,41                 | 20                      |            |            | Не прошёл | Не прошёл |
| Якоб Картенсен                                             | 200 м вольный стиль   | 3:54,14                 | 18                      |            |            | Не прошёл | Не прошёл |
| Деннис Йенсен Хенрик Андерсен Йеппе Нильсен Якоб Картенсен | 4х100 м вольный стиль | 3:24,78                 | 18                      |            |            | Не прошли | Не прошли |

Женщины
| Спортсменка    | Соревнование      | Предварительные заплывы | Предварительные заплывы | Полуфиналы | Полуфиналы | Финал     | Финал     |
| Спортсменка    | Соревнование      | Результат               | Место                   | Результат  | Место      | Результат | Место     |
| -------------- | ----------------- | ----------------------- | ----------------------- | ---------- | ---------- | --------- | --------- |
| Метте Якобсен  | 100 м баттерфляем | 59,45                   | 8                       | 59,75      | 13         | Не прошла | Не прошла |
| София Скоу     | 100 м баттерфляем | 59,79                   | 14                      | 59,89      | 15         | Не прошла | Не прошла |
| Луиза Орнштедт | 100 м на спине    | 1:01,98                 | 6                       | 1:01,69    | 7          | 1:02,02   | 8         |

### Стрельба
Всего спортсменов — 3
После квалификации лучшие спортсмены по очкам проходили в финал, где продолжали с очками, набранными в квалификации. В некоторых дисциплинах квалификация не проводилась. Там спортсмены выявляли сильнейшего в один раунд.
Женщины
| Спортсмен        | Соревнование   | Квалификация | Место | Финал     | Место     | Всего | Место |
| ---------------- | -------------- | ------------ | ----- | --------- | --------- | ----- | ----- |
| Анни Биссо       | Винтовка, 10 м | 391          | 20    | Не прошла | Не прошла | 391   | 20    |
| Карен Хансен     | Пистолет, 10 м | 376          | 25    | Не прошла | Не прошла | 376   | 25    |
| Сюсанн Мейэрхофф | Пистолет, 10 м | 372          | 35    | Не прошла | Не прошла | 372   | 35    |

### Триатлон
Спортсменов — 2
Триатлон дебютировал в программе летних Олимпийских игр. Соревнования состояли из 3 этапов — плавание (1,5 км), велоспорт (40 км), бег (10 км).
Мужчины
| Спортсмен           | Соревнование      | Плавание | Велоспорт  | Бег      | Итоговое время | Место | Отставание |
| ------------------- | ----------------- | -------- | ---------- | -------- | -------------- | ----- | ---------- |
| Ян Кнобелаух Хансен | личное первенство | 19:23,69 | 1:02:48,90 | 33:29,47 | 1:55:42,06     | 44    | +07:18,04  |

Женщины
| Спортсмен   | Соревнование      | Плавание | Велоспорт  | Бег      | Итоговое время | Место | Отставание |
| ----------- | ----------------- | -------- | ---------- | -------- | -------------- | ----- | ---------- |
| Мари Овербю | личное первенство | 20:56,08 | 1:06:41,50 | 39:39,93 | 2:07:17,51     | 28    | +06:36,99  |